# Gustav Röhl (Politiker, 1880)
Gustav Röhl (* 18. Dezember 1880 in Niederelsungen; † 24. April 1971 in Wolfhagen) war ein deutscher Kommunalpolitiker.

## Werdegang
Röhl war von April 1945 bis 25. Juni 1948 Landrat des hessischen Landkreises Wolfhagen.
1946 ließ er ein Krankenhaus in ehemaligen Gebäuden der Lufthauptmunitionsanstalt Wolfhagen errichten.

## Ehrungen
- 1953: Verdienstkreuz (Steckkreuz) der Bundesrepublik Deutschland